# Reforma política
Reforma política es un cambio de situación en un orden, régimen u objeto sin afectar a rasgos fundamentales que puedan ser transformados en otros distintos. Dentro de una referencia establecida se emplea para dar idea de restauración, corrección, enmienda, puesta en orden, innovación o mejora de alguna cosa, según el Diccionario de la lengua española, de la Real Academia Española (Barcelona, 1951). en todo caso, es una alteración que no perturba o sustituye el orden social y político establecido, tiene, por tanto, tendencia a corregir situaciones parciales defectuosas.
Sea cual fuere la aceptación dominante, aplica la reforma este sentido de cambio no sustancial, conseguible dentro de un sistema social dado y con los medios que el orden institucional establecido tiene para conseguir los cambios sociales, económicos o políticos, y de ahí con frecuencia en las constituciones existe un apartado dedicado a las reformas de la misma, aunque sus cambios en realidad histórica suelen  producirse por medios y métodos convulsivos.
Entre revolución y reforma parece existir una cuestión de grado. quizá sea mejor afirmar que se trate de dos fenómenos distintos, aunque casi siempre conexos, puesto que en muchas ocasiones la falta de aquellos resortes reformadores pueden producir auténticas revoluciones.
Reforma en la política es un conjunto de medidas ordenadas a modificar a fondo una institución respetando sus líneas fundamentales y sin que se produzca una ruptura de continuidad. El alcance de las modificaciones buscadas por la reforma puede ser muy variado; pero en todo caso implica una transformación a fondo de la institución. Con lo que se distingue de la evolución normal que implica una transformación.